# Chiến dịch Thép
Chiến dịch Thép (tiếng Thổ: Çelik Harekâtı) là chiến dịch của Lực lượng Vũ trang Thổ Nhĩ Kỳ vượt qua biên giới vào miền bắc Iraq từ ngày 20 tháng 3 đến ngày 4 tháng 5 năm 1995, nhằm chống lại Đảng Lao động Kurd. Đảng này bị một số quốc gia và tổ chức, kể cả Hoa Kỳ, Tổ chức Hiệp ước Bắc Đại Tây Dương và Liên minh châu Âu coi là một tổ chức khủng bố toàn cầu. Hơn 37.000 người đã bị giết trong xung đột Đảng Lao động Kurd - Thổ Nhĩ Kỳ kể từ năm 1984.

## Tổn thất
Hơn 35.000 quân tham gia vào chiến dịch. Thổ Nhĩ Kỳ công bố các số liệu về thương vong; trong đó số bị chết là 64 người, gồm 4 sĩ quan, 5 hạ sĩ quan và 55 lính và số bị thương là 185 người, gồm 13 sĩ quan, 8 hạ sĩ quan và 164 lính. Thổ Nhĩ Kỳ cũng công bố tổng số quân vũ trang người Kurd bị vô hiệu hóa, tổng cộng là 568 người với 555 bị giết chết và 13 bị bắt sống hay bị thương.